# Tatra RT6N2
Tatra RT6N2 je typ částečně nízkopodlažního tramvajového vozu, který vznikl modernizací české tramvaje Tatra RT6N1. Do podoby RT6N2 bylo v letech 2004–2005 rekonstruováno jediné vozidlo, které pro závady nedokončilo zkušební provoz. Vůz byl dále rekonstruován na typ RT6 MF06AC a prodán do polské Poznaně.

## Historické pozadí
Protože tramvaje RT6N1 nebyly kvůli četným závadám schváleny Drážním úřadem do běžného provozu, musely od přelomu 20. a 21. století zůstat všechny vozy tohoto typu ve vozovnách. Dopravní podnik hlavního města Prahy se po několika letech rozhodl provést zásadní modernizaci, jejímž jediným cílem mělo být zprovoznění pražských tramvají RT6N1. Rekonstrukce prvního vozu proběhla v šumperské firmě Pars nova v letech 2004 a 2005.

## Modernizace
Velké problémy měly původní tramvaje RT6N1 s brzdami středního podvozku. Původní, pocházející od firmy H&K, byly proto při modernizaci vyměněny za osvědčené od společností Dako. Oba krajní podvozky byly repasovány. Původní elektrická výzbroj byla nahrazena novou typu TV Progress, která musela být vzhledem k výkonům motorů zdvojena. Byl vyměněn statický měnič a dosazen nový řídicí systém Cecomm. Kvůli úpravě elektrické výzbroje musela být zesílena střecha, na níž se kontejnery s výzbrojí nachází. Došlo také k dalším různým úpravám vozové skříně, které byly vyvolány zkušenostmi z dřívějšího provozu. Na první pohled je nejvýraznější změnou přemístění polopantografu z prostředního článku vozu nad první podvozek. Dále byl např. upraven ovládací pult řidiče, vyměněn informační systém pro cestující či nahrazena elektrická výsuvná plošina pro vozíčkáře a kočárky plošinou mechanickou.

## Provoz tramvaje Tatra RT6N2

### Praha
| Provoz | Článek | Typ   | Roky modernizací | Počet vozů | Poznámky                                           |
| ------ | ------ | ----- | ---------------- | ---------- | -------------------------------------------------- |
| Praha  | článek | RT6N2 | 2004–2005        | 1 kus      | po modernizaci nikdy nebyl v provozu s cestujícími |

Tramvaj RT6N1 evidenčního čísla 9101 byla z Prahy do Šumperka odvezena 20. a 21. ledna 2004, po modernizaci se zpět vrátila 26. a 27. září 2005, přeprava byla v obou případech realizována na silničním trajleru. Po dodání modernizovaného vozu do Prahy začaly zkušební jízdy bez cestujících. V lednu 2006 se objevily, vzhledem k dlouhým odstávkám vozidla, problémy s některými komponenty, které nebyly v Šumperku rekonstruovány (především motory). Do tramvaje proto byly nainstalovány dva motory z odstavené tramvaje RT6N1 ev. č. 9104. Od dubna do června 2006 probíhal zkušební provoz tramvaje s tzv. mrtvou zátěží (kolejnice a pytle s pískem). Jízda po trati z Barrandova však dopadla pro vůz špatně, prodřely se kabely, kvůli čemuž musel být odpojen statický měnič a nefungovaly tak elektrodynamické brzdy. Jízda po trati s velkým sklonem a s velkou zátěží byla brzděna pouze kotoučovými brzdami, které tento výkon nevydržely. Kvůli momentální nedostupnosti Ústředních dílen (výluka tratě) nebylo možné podvozky vymontovat, po jejich zpřístupnění již prý naopak nebyla vůle pokračovat ve zkouškách (chystané dodávky tramvají Škoda 14T), 30. listopadu 2006 navíc propadlo povolení Drážního úřadu ke zkušebním jízdám.
Původně se předpokládalo, že po úspěšném absolvování zkoušek první tramvaje budou na typ RT6N2 rekonstruovány i ostatní pražské vozy RT6N1. Tramvaj ev. č. 9101 ale byla od června 2006 odstavena ve vozovně Pankrác. V roce 2009 byly všechny pražské tramvaje RT6 (3× RT6N1, 1× RT6N2) odprodány firmě SKD Trade a v září téhož roku byly odvezeny do areálu firmy ŽOS Nymburk. Roku 2013 byla tramvaj RT6N2 prodána polské firmě Modertrans, která jí podobně jako ostatní vozy RT6N1 rekonstruovala na typ RT6 MF06AC a dodala dopravnímu podniku v polské Poznani. V běžném provozu s cestujícími se poprvé objevila 9. dubna 2014 pod evidenčním číslem 402.